# Spicy City
Spicy City è una serie televisiva animata statunitense del 1997, creata da Ralph Bakshi.
La serie è stata trasmessa per la prima volta negli Stati Uniti su HBO dall'11 luglio al 22 agosto 1997, per un totale di 6 episodi ripartiti su una stagione. In Italia la serie è stata trasmessa su Jimmy nel novembre 1997.

## Trama
La serie, in formato antologico, è incentratata sui racconti di Corvina, una hostess di un nightclub che vive in una squallida città futuristica.

## Episodi
| Stagione       | Episodi | Prima TV USA | Prima TV Italia |
| -------------- | ------- | ------------ | --------------- |
| Prima stagione | 6       | 1997         | 1997            |

## Personaggi e doppiatori
- Corvina (in originale: Raven), voce originale di Michelle Phillips, italiana di Laura Boccanera.
- Lem, voce originale di James Keane.
- Boxer, voce originale di Barry Stigler.
- Alice Kerchief/Geisha, voce originale di Mary Mara.
- Jake, voce originale di John Hostetter.
- Squalo, voce originale di Vince Melocchi.
- Armando "Mano" Mantio, voce originale di Alex Fernandez.
- Red Beans, voce originale di Cecilia Noel.
- Big Vinnie, voce originale di James Hanes.
- Stevie/Connelly/Goldblum, voce originale di Ralph Bakshi.
- Bruja/Ebony e Venus Sartori, voce originale di Pamala Tyson.
- Prostituta/Virus, voce originale di Tuesday Knight.
- Flaxson, voce originale di James Keane.
- Loh, voce originale di Darrell Kunitomi.
- Guidatore, voce originale di Grace Zandarski.
- Harry, voce originale di James Asher.
- Margo, voce originale di Tasia Valenza, italiana di Anna Cesareni.
- Skankmeyer, voce originale di Tony Amendola, italiana di Michele Kalamera.
- Frenchy, voce originale di Julie DeMita, italiana di Monica Gravina.
- Vic Guapo, voce originale di Rick Naiera.
- Farfelson/Corbin, voce originale di Lewis Arquette.
- Elvira, voce originale di Jennifer Darling.
- Nisa Lolita, voce originale di Elizabeth Daily.
- Max, voce originale di Joey Camen.
- Otaku, voce originale di Michael Yama.
- Uccello, voce originale di Brock Peters.

## Produzione
Dei rumor riguardanti una serie basata sul cortometraggio Jesus vs. Santa di Trey Parker e Matt Stone hanno portato la HBO a contattare Ralph Bakshi per produrre la prima serie animata mirata specificamente agli adulti. Bakshi ha arruolato quindi un team di scrittori, incluso suo figlio Preston, per sviluppare Spicy Detective, in seguito ribattezzato Spicy City.